# Їдга
Їдга — локальна етнічна група мунджанців — одного з памірських народів. Їдга живуть у Пакистані в долині річки Луткух у верхньому Читралі, куди переселилися з Мунджану (Афганістан) кілька століть тому.
Мова їдга входить у східну підгрупу іранської групи мов. Освіту отримують на урду — в Пакистані.